# Kobylin
Kobylin [kɔˈbɨlin] (deutsch älter Kobelin) ist eine Stadt im Powiat Krotoszyński der Woiwodschaft Großpolen in Polen. Sie ist Sitz der gleichnamigen Stadt-und-Land-Gemeinde mit 8049 Einwohnern (Stand 31. Dezember 2020).

## Geographische Lage
Kobylin liegt etwa 80 Kilometer südlich der Stadt Posen und 15 Kilometer westlich der Kreisstadt Krotoszyn (Krotoschin).

## Geschichte

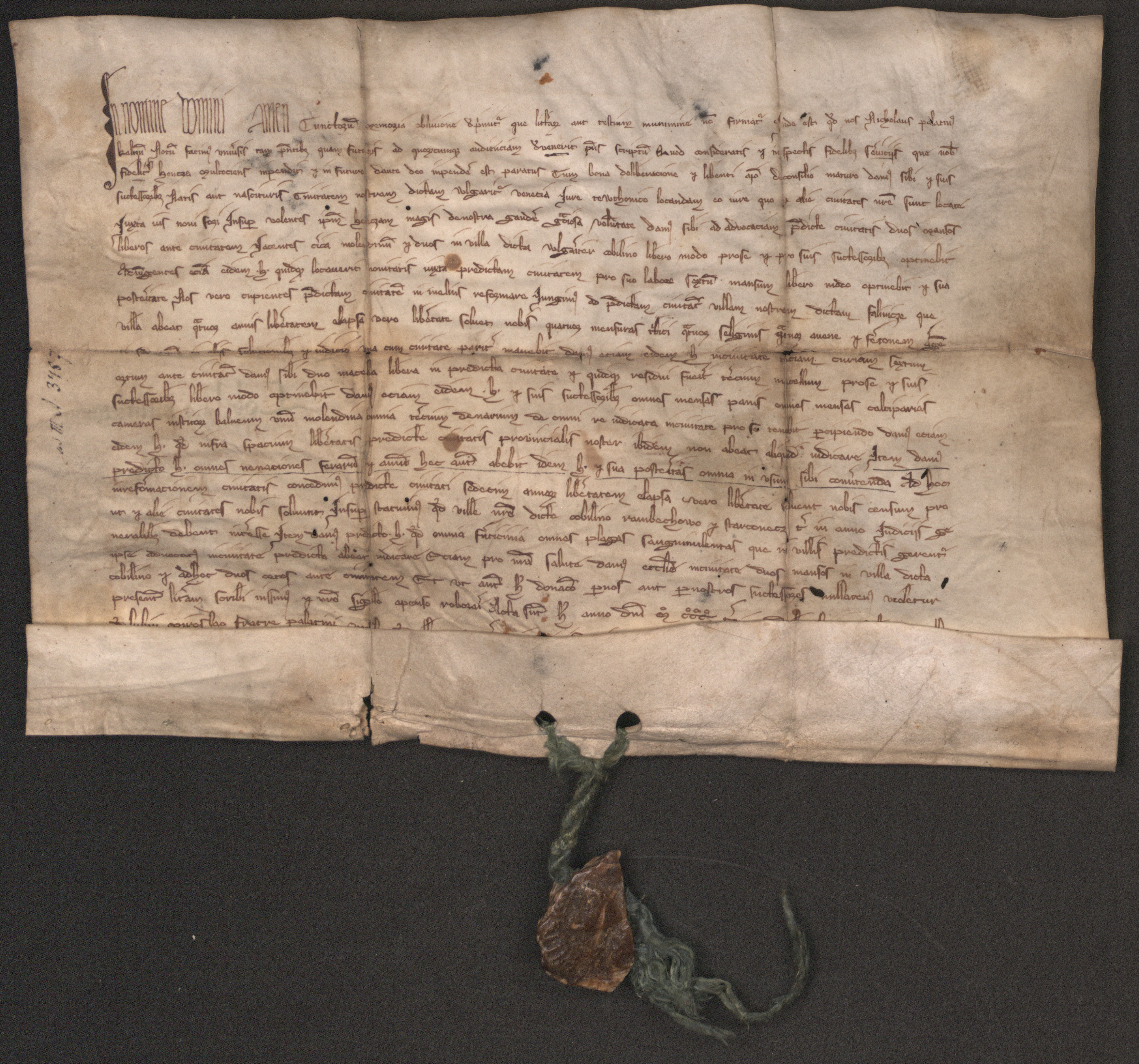
Urkunde aus dem Jahr 1303, in der Kobylin erwähnt wird

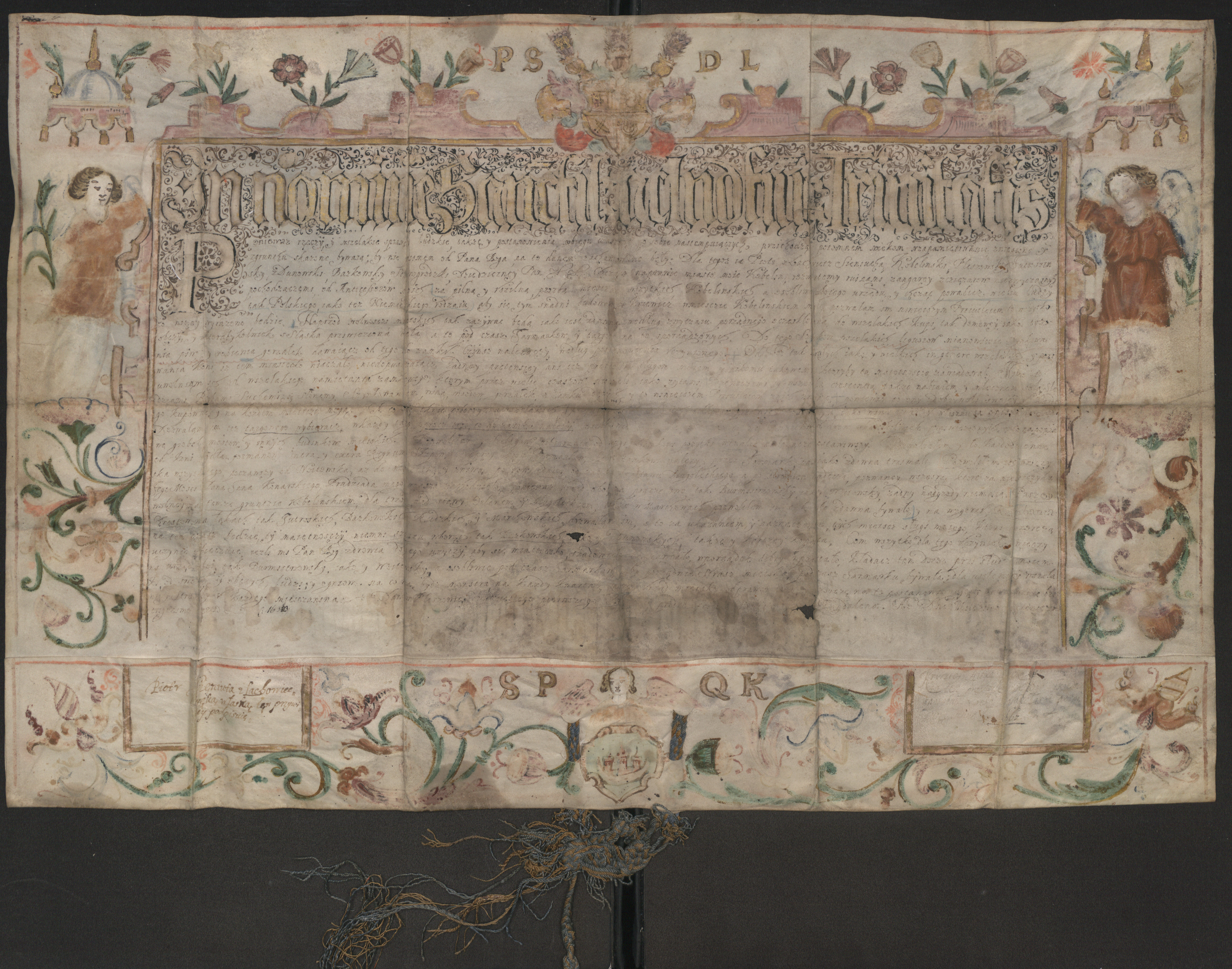
Urkunde aus dem Jahr 1622, in der Kobylin erwähnt wird

Die erste urkundliche Erwähnung eines Dorfes namens Kobylin stammt vom 15. August 1289 als der Erzbischof Jakub Świnka die Kirche des Ortes besuchte. Die nächste urkundliche Erwähnung vom 6. Februar 1303 stellt die Vergabe des Stadtrechtes fest. Die Stadt wurde nach Neumarkter Recht gegründet. Der Name der Stadt, welche neben dem Dorf errichtet werden sollte, wurde auf Venetia festgelegt, aber der Name Kobylin setzte sich auch für die Stadt durch. Am 21. Dezember 1430 wurde das Stadtrecht durch Władysław II. Jagiełło nach Magdeburger Recht bestätigt. Als Folge der Gegenreformation kam es um 1630 durch eine Massenflucht aus Schlesien zu einem bedeutenden Zuzug von Protestanten, die zu einer deutlichen Erweiterung Kobylins beitrugen. Durch eine Urkunde des Grundherrn Peter Sziminuta von Lachowo vom 6. September 1637 wurden zuwandernde Deutsche von allen Dienstbarkeiten befreit. Im Jahr 1793, bei der Zweiten Polnischen Teilung, wurde die Stadt Teil Preußens. Sie wurde dem Landkreis Krotoschin zugeordnet. Am 15. August 1835 wurde die Preußische Städteordnung übernommen.
Der Anschluss an das Schienennetz erfolgte 1888. Nach dem Ersten Weltkrieg wurde Kobylin aufgrund der Bestimmungen des Versailler Vertrags Teil des wiederentstandenen Polens.
Im September 1939 wurde die Stadt von der deutschen Wehrmacht im Rahmen des Überfalls auf Polen besetzt. Der Stadtname wurde am 18. Mai 1943 in Koppelstädt geändert. Im Jahre 1945, am Ende des Zweiten Weltkrieges, wurde die Gegend von der Roten Armee besetzt und in der Folge wieder Teil Polens.

### Religionen
Als Folge des massenhaften Zuzuges von Protestanten wurde am 4. März 1632 die evangelische Kirche „Zum Schifflein Christi“ geweiht und damit das evangelische Kirchspiel Kobylin gegründet. Ein zweiter Kirchenbau ersetzte 1692 den bisherigen Kirchenbau. Die dritte Kirche mit vorgesetztem Kirchturm wurde als Fachwerkbau mit doppelten Emporen errichtet. Im Januar 1945 verwaiste die Kirchengemeinde mit Verlassen fast aller Deutschen. Im folgenden Jahr wurde das Kirchenschiff abgerissen.
Es gab eine jüdische Gemeinde. Am 12. Februar 1855 wurde die neue Synagoge eingeweiht, nachdem die alte baufällig geworden war.

### Einwohnerzahlen
- 1816: 1542, darunter die Hälfte Polen und 230 Juden[7]
- 1837: 2226[7]
- 1843: 2330[7]
- 1858: 2265[7]
- 1861: 2360[7]
- 1875: 2404[13]
- 1880: 2418[13]
- 1890: 2223, darunter 1273 Katholiken, 725 Protestanten und 237 Juden[13]
- 1900: 2208, vorwiegend Katholiken[14]
- 1910: 2329[15]
- 1993: 2832[16]
- 2002: 2977[16]
- 2010: 3130[16]
- 2019: 3249

Einwohnerzahlen in graphischer Darstellung

## Kultur und Sehenswürdigkeiten
- die gotische Pfarrkirche aus dem Jahr 1512 mit dem gotischen Triptychon von Kobylin
- die Klosterkirche der Zisterzienser aus dem 16./17. Jahrhundert
- ein barocker hölzerner Uhrenturm als Überrest der ev. Kirche Kobylins
- das Rathaus aus dem 19. Jahrhundert

## Gemeinde
Zur Stadt-und-Land-Gemeinde (gmina miejsko-wiejska) Kobylin mit einer Fläche von 112,4 km² gehören die Stadt selbst und 20 Dörfer mit Schulzenämtern.

## Wirtschaft und Infrastruktur

### Bildung
In der Stadt gibt es eine Vor- und eine Grundschule. Weiterhin gibt es eine Mittelschule und eine Berufsschule (Zasadnicza Szkoła Zawodowa).

### Verkehr
Durch Kobylin führt in ost-westlicher Richtung die Landesstraße DK36. Im Westen führt sie nach 30 Kilometern durch Rawicz und kreuzt dabei die DK5. Nach etwa 15 Kilometern Richtung Osten kreuzt sie in Krotoszyn die DK15.
Die Stadt liegt an der Bahnstrecke von Krotoszyn nach Leszno und war einst Endpunkt der Strecke der Liegnitz-Rawitscher Eisenbahn.
Der nächste internationale Flughafen ist der 70 Kilometer südlich gelegene Nikolaus-Kopernikus-Flughafen Breslau.

## Persönlichkeiten, die mit der Stadt in Verbindung stehen
- Max Albert Klausner (1848–1910), jüdischer Publizist
- Joseph Samuel Bloch (1850–1923), österreichischer Rabbiner und Reichsratsabgeordneter
- Martin Kallmann (1891–1982), Feldbahn- und Industriebedarfs-Händler
- Bernd Päschke (1931–2012), evangelischer Theologe

## Sonstiges
Die Auswanderer in Karl Mays Erzählung Satan und Ischariot von 1893 stammen aus Kobylin.